# تورو (موليزي)
تورو (بالإيطالية: Toro)‏ هي بلدية في مقاطعة كامبوباسو في إقليم موليزي الإيطالي.

## السكان
في سنة 1861 بلغ عدد السكان 2٬170 نسمة، وتطور العدد ليصل في سنة 2011 لـ 1٬450 نسمة.
يظهر هذا المخطط البياني تطور النمو السكاني لـ تورو (موليزي)